# Jaime Grondona
Jaime Andrés Grondona Bobadilla (* 15. April 1987 in Valparaíso) ist ein ehemaliger chilenischer Fußballspieler. Der Stürmer wurde mit der U20-Nationalmannschaft Dritter der Weltmeisterschaft 2007.

## Karriere

### Anfänge
Jaime Grondona begann im April 2005 seine Profikarriere in der chilenischen Primera División bei den Santiago Wanderers und unterschrieb 2008 bei Santiago Morning. Nach zwei Spielzeiten in der Hauptstadt wechselte er zum CD O’Higgins und danach zu Deportes La Serena. Im Jahr 2011 verpflichtete Ñublense den Stürmer für den Rest der Saison. 2012 verließ er Ñublense und schloss sich Deportes Iquique an, wo er in der Copa Sudamericana 2012 sein internationales Debüt auf Vereinsebene gab. Im Folgejahr trat er mit CD Cobreloa im kontinentalen Wettbewerb an. Grondona spielte in der Saison 2014/15 für San Marcos. Im Jahr 2015 wechselte er zum Ligakonkurrenten San Luis. Nach einer kurzen Zeit bei San Luis wechselte er im Januar 2017 zu CD Cobresal.

### Primera B
Im Jahr 2018 wechselte er in die Primera B und unterschrieb bei Deportes Puerto Montt. In der darauffolgenden Saison kehrte er zu seinem ehemaligen Verein Deportes La Serena zurück. Nach einer Saison bei La Serena wurde er 2020 entlassen.

### Andorra
2020 wechselte er ins Ausland und unterschrieb bei Atlètic d’Escaldes in der andorranischen Primera Divisió. Seine Verpflichtung wurde vom ehemaligen chilenischen Torhüter Guillermo Burgos empfohlen, der im Trainerstab des Vereins arbeitete. Nach einer Saison bei Atlètic schloss er sich dem Ligakonkurrenten FC Santa Coloma an. In seiner letzten Saison in der andorranischen Erstliga wurde er mit 13 Toren Vize-Torschützenkönig.

### Kanada
Nach zwei Saisons in Europa wechselte er im Sommer 2023 in die Canadian Soccer League zu Scarborough SC. Sein erstes Tor für Scarborough erzielte er am 11. Juni 2023 gegen Weston United. Grondona half dem Team aus dem Osten Torontos, den Titel in der regulären Saison zu sichern und erzielte dabei fünf Treffer.

### Nationalmannschaft
Grondona spielte mit der chilenischen U20-Nationalmannschaft bei der U-20-Südamerikameisterschaft und belegte den vierten Platz, der für die Qualifikation zur Junioren-Fußballweltmeisterschaft 2007 in Kanada genügte. Dort wurde er mit Chile Dritter und traf beim Gruppenspiel gegen Gastgeber Kanada sowie im Viertelfinale gegen Nigeria ins Tor. Nach der Halbfinalniederlage gegen Argentinien wurde Grondona wegen Fehlverhaltens gegenüber FIFA-Offiziellen zu einer Geldstrafe und einer neunmonatigen Sperre verurteilt.

## Erfolge
Scarborough SC
- Sieger der Canadian Soccer League: 2023